# Finlândia nos Jogos Olímpicos de Verão de 2016
Finlândia participou dos Jogos Olímpicos de Verão de 2016, que foram realizados na cidade do Rio de Janeiro, no Brasil, entre os dias 5 e 21 de agosto de 2016.
A atleta Mira Potkonen ganhou a medalha de bronze no Boxe peso-ligeiro (57-60kg) feminino no dia 17 de agosto de 2016.

## Natação
| Atleta           | Prova        | Eliminatórias | Eliminatórias | Semifinal   | Semifinal   | Final       | Final       |
| Atleta           | Prova        | Tempo         | Pos.          | Tempo       | Pos.        | Tempo       | Pos.        |
| ---------------- | ------------ | ------------- | ------------- | ----------- | ----------- | ----------- | ----------- |
| Tanja Kylliäinen | 400 m medley | 4:45,33       | 25º           | —           | —           | Não avançou | Não avançou |
| Mimosa Jallow    | 100 m costas | 1:01,58       | 24º           | Não avançou | Não avançou | Não avançou | Não avançou |

| Atleta         | Prova       | Eliminatórias | Eliminatórias | Semifinal   | Semifinal   | Final       | Final       |
| Atleta         | Prova       | Tempo         | Pos.          | Tempo       | Pos.        | Tempo       | Pos.        |
| -------------- | ----------- | ------------- | ------------- | ----------- | ----------- | ----------- | ----------- |
| Matias Koski   | 400 m livre | 3:55,57       | 42º           | —           | —           | Não avançou | Não avançou |
| Matti Mattsson | 100 m peito | 1:02,45       | 38º           | Não avançou | Não avançou | Não avançou | Não avançou |